# Церковь Николая Чудотворца в Меленках
Церковь Николая Чудотворца в Меленках (Николо-Мельницкая церковь, церковь Николы в Меленках) — приходской православный храм в южной части Ярославля, в бывшей Мельницкой слободе на берегу Которосли.

## История
В конце XV века выходцами из Спасского монастыря на «глинищах» рядом с селом Меленки (названном по стоявшим в нём ветряным мельницам), был основан Николо-Сковородский мужской монастырь («сковорода» — било, заменявшее первоначально колокол). Он был приписным к Спасскому монастырю, чьи владения располагались рядом. Само село Меленки впервые упомянуто в грамоте Ивана Грозного 1555 года.
В 1609 году во время осады Ярославля поляки сожгли монастырь и окрестности. Подробности сохранились в записях Самуила Миславского: «Лета 117 (1609) мая 3… в соборной церкви св. Николы чудотворца монастырской на глинищах затворился игумен Варсонуфей с братиею и людие мирские; но супостатная литва коего изрубиша мечами, коих побиша, церковь св. Николы пограбиша, монастырь запалиша, но в церкви токмя паперть обгоре, остался невредно и чюдотворный образ святителя Николы мирликийского. В заутрие плакаша людие мнози плачем великим и погребоша телеса убиенных на погости монастыря у колокол; образ великого Николы чудотворца изнесоша в церковь Рождества Христа Бога нашего… иже на Волге реце. И не бысть в монастыре св. Николы чудотворца никое время ни пения, ни звонения, никого же людей ходяще».
Храм упоминается в исторических актах Спасского монастыря в 1627 году: «село Меленки на реке Которосли на Глинищах, и в селе церковь во имя Николы Чудотворца, древяна, а в церкви образы и книги и все церковное строение мирское». И в грамоте царя Алексея Михайловича 1647 года о приписке слобод Спасского монастыря к посаду: «Мельничной слободы приходская церковь, храм дровяной, верх холодный, на реке Которосли на берегу во имя Святителя Николая Чудотворца, в том же храме престол во имя святого Прокопия Устюжского да храм теплый Успения Пресвятой Богородицы».
Каменная Никольская церковь была заложена 28 марта 1668 году по данной на её строительство грамоте: «Благословение Божие Ионы, митрополита Ростовского и Ярославского, в Ярославль, поволгской, Мельницкой слободы Никольским попам Елеазару да Филиппу. Били вы нам челом да приходские люди: Мартьян Тимофеев (Дурандин), Макаров сын Гурьев, Абрам сын Сенельский, Федор Юрьев сын Жыхарев и все приходские люди, чтоб нам вас пожаловати благословить новую каменную церковь великого чудотворца Николы, что на глинищах, да в тое же церкве приделати придел св. праведного Прокопия, устюжского чудотворца — и о том дать нашу благословенную грамоту на освящение святые антиминсы. И как сия наша грамота придет, и вы б по нашему благословению и нашей грамоте вели на тое церковь камень и кирпич, известь и всякое мелкие запасы готовить… Писана в Ростове, в лето 7176 (1668) февуария в 9 день». Средства на постройку каменного храма дал ярославский купец Мартиниан Тимофеевич Дурандин. 10 декабря 1668 года он скончался, приняв перед смертью схиму с именем Макарий.

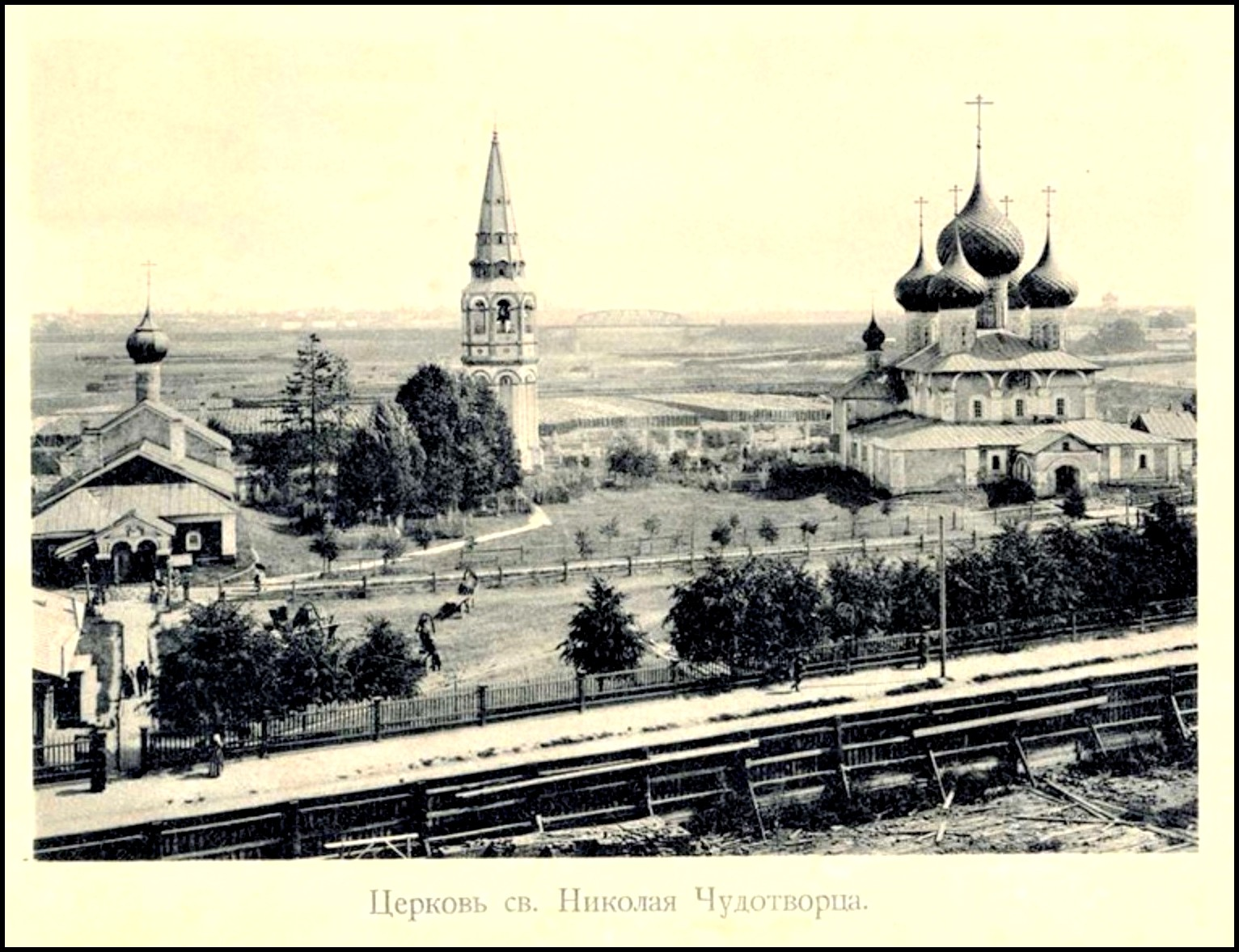
Храмы и колокольня Николо-Мельницкого прихода в начале XX века

Церковь была освящена 15 октября 1672 года. Роспись стен, выполненная ярославскими мастерами во главе с Ф. Федоровым, была начата 11 июня 1705 года и завершена 29 августа 1707 года. В 1822 году роспись была частично отреставрирована Елисеем Степановичем Годуновым (Каменщиковым). Этот известный ярославский мастер на протяжении 45 лет (с 1812 по 1857 год) проводил в приходских церквях многочисленные работы по «исправлению старинных икон» и росписи.
Древняя храмовая икона Николая Чудотворца новгородского письма была унаследована от Николо-Сковородского монастыря. В пожаре 1609 года она уцелела почти невредимой, только краска заметно опалилась. Эта местночтимая икона многими почиталась чудотворной.
По названию храма площадь рядом с ним стала называться Николомельницкой.
С конца XVIII века прихожанами храма были в основном работники Ярославской Большой Мануфактуры.
В XIX веке в приходе были открыты: фабричная школа Товарищества Ярославской Большой Мануфактуры на 450 человек, церковно-приходская школа на 90 (позже на 120) человек и лютеранская школа на 250 человек.
В 1931 году Николо-Мельницкая церковь была закрыта советскими властями, в 1939 — снесена колокольня. Здание церкви в советское время использовалось под механический цех, где было установлено кузнечное и прессовое оборудование, и как складское помещение. Такая эксплуатация нанесла значительный урон храму, особенно его интерьерам: фрески находились в катастрофическом состоянии, с многочисленными утратами, не сохранился иконостас.
В 1995 году церковь передана Русской Православной Церкви, в 1996 придел Прокопия Устюжского переосвящен архиепископом Михеем во имя Великомученицы Варвары. В связи с отсутствием колокольни звонница была устроена в притворе храма.
В храме находятся местночтимые иконы святого Николая Чудотворца и великомученицы Варвары, которые были написаны монахинями Толгского монастыря и подарены на освящение храма в 1997 г. Особую ценность представляют фрески главного храма и лепной иконостас придела.

## Духовенство
- Настоятель храма — протоиерей Павел Третьяк[8]